# Vojens kommun
Vojens kommun var en kommun i Sønderjyllands amt i Danmark, sedan 2007 ingående i Haderslevs kommun.